# La Providencia, Jesús Carranza
La Providencia är en ort i Mexiko.   Den ligger i kommunen Jesús Carranza och delstaten Veracruz, i den sydöstra delen av landet, 500 km sydost om huvudstaden Mexico City. La Providencia ligger 98 meter över havet och antalet invånare är 142.
Terrängen runt La Providencia är platt. Runt La Providencia är det ganska glesbefolkat, med 29 invånare per kvadratkilometer. Närmaste större samhälle är Carolino Anaya Uno, 12,7 km sydost om La Providencia. Omgivningarna runt La Providencia är en mosaik av jordbruksmark och naturlig växtlighet.